# 土耳其浴女
《土耳其浴女》（法文: Le Bain turc），是法国画家让·奥古斯特·多米尼克·安格尔于1862年完成的一幅油画。显示了众多裸体浴女在土耳其皇宮浴室內的情景。现藏于法国巴黎卢浮宫。
這是經典的東方主義畫作，畫中的土耳其是奴役女性的地方，她們赤裸、四肢豐滿而且渴求性愛。畫作的形象暗示，此景是透過牆壁或門上的洞窺視所見，因此更增添其中的情色快感。這是男人加鎖珍藏以自娛的偷窺女人之作。但是只这么看的话会忽视一些深刻的含义。画中有二十个人物，其实是画家自己对创作生涯的总结，因而无需模特儿即可，双手举起的女性形象正是画家的妻子本人。这一切都是清晰的，流畅的，和谐的，符合所谓的“黄金比”。二十个人物组织在一起，丝毫没有杂乱与不协调，整个画面就是对古典赞美的尽情赞叹。